# Nomécourt
Nomécourt är en kommun i departementet Haute-Marne i regionen Grand Est (tidigare regionen Champagne-Ardenne) i nordöstra Frankrike. Kommunen ligger i kantonen Joinville som tillhör arrondissementet Saint-Dizier. År 2022 hade Nomécourt 112 invånare.

## Befolkningsutveckling
Antalet invånare i kommunen Nomécourt
| Referens: INSEE |